# 高兆兰
高兆兰（1914年—1999年10月12日），女，云南昆明人，中国光谱学家，曾任中国光学学会副理事长，第三届全国人大代表，第五、六、七届全国政协委员。